# Liste des monuments historiques protégés en 1959
Cet article recense les monuments historiques français classés ou inscrits en 1959.

## Protections
| Édifice | Commune                        | Département             | Région                     | Protection | Base Mérimée                         | Coordonnées                        | Image |
| --- | ------------------------------ | ----------------------- | -------------------------- | ---------- | ------------------------------------ | ---------------------------------- | ----- |
| Château de la Brosse-Raquin                                                                                               | Tortezais                      | Allier                  | Auvergne-Rhône-Alpes       | classé     | « PA00093316 », notice no PA00093316 | 46° 25′ 55″ nord, 2° 51′ 25″ est   |       |
| Église Saint-Donat | Montfort                       | Alpes-de-Haute-Provence | Provence-Alpes-Côte d'Azur | classé     | « PA00080434 », notice no PA00080434 | 44° 03′ 31″ nord, 5° 56′ 27″ est   |       |
| Église Saint-Martin | Saint-Martin-de-Brômes         | Alpes-de-Haute-Provence | Provence-Alpes-Côte d'Azur | inscrit    | « PA00080466 », notice no PA00080466 | 43° 46′ 14″ nord, 5° 56′ 43″ est   |       |
| Le Bastionnet, portion des remparts                                                                                       | Villefranche-sur-Mer           | Alpes-Maritimes         | Provence-Alpes-Côte d'Azur | inscrit    | « PA00080923 », notice no PA00080923 | 43° 42′ 22″ nord, 7° 18′ 40″ est   |       |
| Théâtre gallo-romain d'Alba-la-Romaine                                                                                    | Alba-la-Romaine                | Ardèche                 | Auvergne-Rhône-Alpes       | classé     | « PA00116622 », notice no PA00116622 | 44° 33′ 40″ nord, 4° 36′ 10″ est   |       |
| Église Saint-Rémi de Cheveuges                                                                                            | Cheveuges                      | Ardennes                | Grand Est                  | classé     | « PA00078426 », notice no PA00078426 | 49° 39′ 53″ nord, 4° 53′ 00″ est   |       |
| Église Saint-Léger de Monthermé                                                                                           | Monthermé                      | Ardennes                | Grand Est                  | classé     | « PA00078468 », notice no PA00078468 | 49° 53′ 11″ nord, 4° 43′ 56″ est   |       |
| Château de Léran | Léran                          | Ariège                  | Occitanie                  | inscrit    | « PA00093804 », notice no PA00093804 | 42° 59′ 25″ nord, 1° 54′ 42″ est   |       |
| Église Notre-Dame de Vals et croix de pierre                                                                              | Vals                           | Ariège                  | Occitanie                  | classé     | « PA00093933 », notice no PA00093933 | 43° 05′ 45″ nord, 1° 45′ 41″ est   |       |
| Pierres du Four gaulois et du Réservoir                                                                                   | Marcilly-le-Hayer              | Aube                    | Grand Est                  | classé     | « PA00078150 », notice no PA00078150 | 48° 19′ 13″ nord, 3° 37′ 31″ est   |       |
| Pierre-au-Coq | Soligny-les-Étangs             | Aube                    | Grand Est                  | classé     | « PA00078237 », notice no PA00078237 | 48° 23′ 14″ nord, 3° 31′ 32″ est   |       |
| Pierre Couverte | Dolmen de Bercenay-le-Hayer    | Aube                    | Grand Est                  | classé     | « PA00078287 », notice no PA00078287 | 48° 21′ 14″ nord, 3° 37′ 04″ est   |       |
| Palais archiépiscopal | Arles                          | Bouches-du-Rhône        | Provence-Alpes-Côte d'Azur | classé     | « PA00081122 », notice no PA00081122 | 43° 40′ 35″ nord, 4° 37′ 40″ est   |       |
| Docks romains | Marseille                      | Bouches-du-Rhône        | Provence-Alpes-Côte d'Azur | classé     | « PA00081335 », notice no PA00081335 | 43° 17′ 48″ nord, 5° 22′ 06″ est   |       |
| Maison d'Adam et Ève | Bayeux                         | Calvados                | Normandie                  | classé     | « PA00111055 », notice no PA00111055 | 49° 16′ 34″ nord, 0° 42′ 15″ ouest |       |
| Église Saint-Malo de Létanville                                                                                           | Grandcamp-Maisy                | Calvados                | Normandie                  | inscrit    | « PA00111374 », notice no PA00111374 | 49° 22′ 22″ nord, 1° 01′ 37″ ouest |       |
| Musée d'art et d'histoire                                                                                                 | Lisieux                        | Calvados                | Normandie                  | inscrit    | « PA00111485 », notice no PA00111485 | 49° 08′ 40″ nord, 0° 13′ 09″ est   |       |
| Maison | Lisieux                        | Calvados                | Normandie                  | inscrit    | « PA00111486 », notice no PA00111486 | 49° 08′ 40″ nord, 0° 13′ 09″ est   |       |
| Château de Saint-Germain-de-Livet                                                                                         | Saint-Germain-de-Livet         | Calvados                | Normandie                  | classé     | « PA00111671 », notice no PA00111671 | 49° 05′ 21″ nord, 0° 12′ 53″ est   |       |
| Façade ouest de l'église Saint-Germain                                                                                    | Saint-Germain-de-Livet         | Calvados                | Normandie                  | inscrit    | « PA00111672 », notice no PA00111672 | 49° 05′ 23″ nord, 0° 12′ 58″ est   |       |
| Villa gallo-romaine de Cassinomagus                                                                                       | Chassenon                      | Charente                | Nouvelle-Aquitaine         | classé     | « PA00104287 », notice no PA00104287 | 45° 50′ 55″ nord, 0° 46′ 14″ est   |       |
| Château de Rochebrune | Étagnac                        | Charente                | Nouvelle-Aquitaine         | inscrit    | « PA00104364 », notice no PA00104364 | 45° 53′ 48″ nord, 0° 47′ 14″ est   |       |
| Église de l'Assomption de Villeneuve-la-Comtesse                                                                          | Villeneuve-la-Comtesse         | Charente-Maritime       | Nouvelle-Aquitaine         | inscrit    | « PA00105301 », notice no PA00105301 | 46° 05′ 56″ nord, 0° 30′ 27″ ouest |       |
| Église Saint-Ludre d'Augy-sur-Aubois                                                                                      | Augy-sur-Aubois                | Cher                    | Centre-Val de Loire        | classé     | « PA00096645 », notice no PA00096645 | 46° 47′ 07″ nord, 2° 50′ 35″ est   |       |
| Hôtel Bastard | Bourges                        | Cher                    | Centre-Val de Loire        | classé     | « PA00096681 », notice no PA00096681 | 47° 05′ 03″ nord, 2° 23′ 50″ est   |       |
| Halle de Treignac | Treignac                       | Corrèze                 | Nouvelle-Aquitaine         | inscrit    | « PA00099906 », notice no PA00099906 | 45° 32′ 13″ nord, 1° 47′ 42″ est   |       |
| Hôtel Pouffier | Dijon                          | Côte-d'Or               | Bourgogne-Franche-Comté    | inscrit    | « PA00112320 », notice no PA00112320 | 47° 19′ 27″ nord, 5° 02′ 38″ est   |       |
| Promontoire préhistorique barré de Roch'an Evned                                                                          | Ploubazlanec                   | Côtes-d'Armor           | Bretagne                   | classé     | « PA00089465 », notice no PA00089465 | 48° 49′ 12″ nord, 3° 04′ 23″ ouest |       |
| Tumulus de Tossen-ar-Run                                                                                                  | Yvias                          | Côtes-d'Armor           | Bretagne                   | classé     | « PA00089752 », notice no PA00089752 | 48° 42′ 57″ nord, 3° 01′ 28″ ouest |       |
| Château de Saint-Maixant                                                                                                  | Saint-Maixant                  | Creuse                  | Nouvelle-Aquitaine         | inscrit    | « PA00100170 », notice no PA00100170 | 45° 59′ 34″ nord, 2° 12′ 31″ est   |       |
| Château du Lieu-Dieu | Boulazac                       | Dordogne                | Nouvelle-Aquitaine         | inscrit    | « PA00082389 », notice no PA00082389 | 45° 09′ 46″ nord, 0° 46′ 26″ est   |       |
| Ancienne abbaye Notre-Dame                                                                                                | Chancelade                     | Dordogne                | Nouvelle-Aquitaine         | inscrit    | « PA00082470 », notice no PA00082470 | 45° 12′ 26″ nord, 0° 40′ 01″ est   |       |
| Château de Chantérac | Chantérac                      | Dordogne                | Nouvelle-Aquitaine         | inscrit    | « PA00082476 », notice no PA00082476 | 45° 10′ 55″ nord, 0° 25′ 56″ est   |       |
| Gisement préhistorique du Regourdou                                                                                       | Montignac-Lascaux              | Dordogne                | Nouvelle-Aquitaine         | classé     | « PA00082695 », notice no PA00082695 | 45° 03′ 19″ nord, 1° 10′ 43″ est   |       |
| Église Saint-Martial et abords                                                                                            | Paunat                         | Dordogne                | Nouvelle-Aquitaine         | inscrit    | « PA00082719 », notice no PA00082719 | 44° 54′ 18″ nord, 0° 51′ 32″ est   |       |
| Château de Pommier | Saint-Front-la-Rivière         | Dordogne                | Nouvelle-Aquitaine         | inscrit    | « PA00082832 », notice no PA00082832 | 45° 27′ 43″ nord, 0° 43′ 36″ est   |       |
| Château du Bourg | Châteaudouble                  | Drôme                   | Auvergne-Rhône-Alpes       | inscrit    | « PA00116910 », notice no PA00116910 | 44° 54′ 17″ nord, 5° 05′ 47″ est   |       |
| Église Saint-Georges | Dangeau                        | Eure-et-Loir            | Centre-Val de Loire        | classé     | « PA00097094 », notice no PA00097094 | 48° 12′ 30″ nord, 1° 17′ 09″ est   |       |
| Dolmen de Lilia | Plouguerneau                   | Finistère               | Bretagne                   | classé     | « PA00090249 », notice no PA00090249 | 48° 37′ 06″ nord, 4° 33′ 18″ ouest |       |
| Église Saint-Pierre de Plounéour-Trez                                                                                     | Plounéour-Trez                 | Finistère               | Bretagne                   | inscrit    | « PA00090258 », notice no PA00090258 | 48° 39′ 02″ nord, 4° 19′ 05″ ouest |       |
| Maison de la Trésorerie                                                                                                   | Nîmes                          | Gard                    | Occitanie                  | inscrit    | « PA00103101 », notice no PA00103101 | 43° 50′ 12″ nord, 4° 21′ 37″ est   |       |
| Chartreuse de Valbonne | Saint-Paulet-de-Caisson        | Gard                    | Occitanie                  | inscrit    | « PA00103228 », notice no PA00103228 | 44° 14′ 23″ nord, 4° 33′ 15″ est   |       |
| Pavillon Racine | Uzès                           | Gard                    | Occitanie                  | inscrit    | « PA00103283 », notice no PA00103283 | 44° 00′ 42″ nord, 4° 25′ 22″ est   |       |
| Hôtel Ducasse | Lectoure                       | Gers                    | Occitanie                  | inscrit    | « PA00094841 », notice no PA00094841 | 43° 56′ 03″ nord, 0° 37′ 17″ est   |       |
| Stèles discoïdales de Sainte-Radegonde                                                                                    | Sainte-Radegonde               | Gers                    | Occitanie                  | classé     | « PA00094922 », notice no PA00094922 | 43° 50′ 48″ nord, 0° 35′ 56″ est   |       |
| Maison | Bordeaux                       | Gironde                 | Nouvelle-Aquitaine         | inscrit    | « PA00083469 », notice no PA00083469 | 44° 50′ 14″ nord, 0° 34′ 14″ ouest |       |
| Hôtel de Basquiat | Bordeaux                       | Gironde                 | Nouvelle-Aquitaine         | classé     | « PA00083190 », notice no PA00083190 | 44° 50′ 15″ nord, 0° 34′ 53″ ouest |       |
| Gisement préhistorique de Pille Bourse                                                                                    | Saint-Germain-de-la-Rivière    | Gironde                 | Nouvelle-Aquitaine         | classé     | « PA00083749 », notice no PA00083749 | 44° 56′ 59″ nord, 0° 19′ 57″ ouest |       |
| Croix de Saint-Antoine | La Demie                       | Haute-Saône             | Bourgogne-Franche-Comté    | classé     | « PA00102148 », notice no PA00102148 | 47° 35′ 28″ nord, 6° 10′ 39″ est   |       |
| Croix de Saint-Vital | Ouge                           | Haute-Saône             | Bourgogne-Franche-Comté    | classé     | « PA00102238 », notice no PA00102238 | 47° 47′ 38″ nord, 5° 41′ 56″ est   |       |
| Croix sculptée de Poyans                                                                                                  | Poyans                         | Haute-Saône             | Bourgogne-Franche-Comté    | classé     | « PA00102255 », notice no PA00102255 | 47° 26′ 47″ nord, 5° 28′ 11″ est   |       |
| Château | Annecy                         | Haute-Savoie            | Auvergne-Rhône-Alpes       | classé     | « PA00118343 », notice no PA00118343 | 45° 53′ 52″ nord, 6° 07′ 35″ est   |       |
| Intendance du Limousin | Limoges                        | Haute-Vienne            | Nouvelle-Aquitaine         | inscrit    | « PA00100362 », notice no PA00100362 | 45° 49′ 52″ nord, 1° 15′ 25″ est   |       |
| Ensemble religieux de La Grave, comprenant l'Église Notre-Dame-de-l'Assomption, la chapelle des pénitents et le cimetière | La Grave                       | Hautes-Alpes            | Provence-Alpes-Côte d'Azur | classé     | « PA00080573 », notice no PA00080573 | 45° 02′ 45″ nord, 6° 18′ 17″ est   |       |
| Hôtel de Lunas | Montpellier                    | Hérault                 | Occitanie                  | inscrit    | « PA00103573 », notice no PA00103573 | 43° 36′ 37″ nord, 3° 52′ 22″ est   |       |
| Château de la Bourbansais                                                                                                 | Pleugueneuc                    | Ille-et-Vilaine         | Bretagne                   | classé     | « PA00090656 », notice no PA00090656 | 48° 24′ 15″ nord, 1° 53′ 49″ ouest |       |
| Palais Saint-Melaine (ancien archevêché - ancienne abbaye Saint-Melaine)                                                  | Rennes                         | Ille-et-Vilaine         | Bretagne                   | classé     | « PA00090672 », notice no PA00090672 | 48° 06′ 55″ nord, 1° 40′ 26″ ouest |       |
| Immeuble | Rennes                         | Ille-et-Vilaine         | Bretagne                   | classé     | « PA00090713 », notice no PA00090713 | 48° 06′ 44″ nord, 1° 40′ 38″ ouest |       |
| Immeuble | Rennes                         | Ille-et-Vilaine         | Bretagne                   | classé     | « PA00090715 », notice no PA00090715 | 48° 06′ 45″ nord, 1° 40′ 42″ ouest |       |
| Immeuble | Rennes                         | Ille-et-Vilaine         | Bretagne                   | classé     | « PA00090717 », notice no PA00090717 | 48° 06′ 43″ nord, 1° 40′ 42″ ouest |       |
| Immeuble | Rennes                         | Ille-et-Vilaine         | Bretagne                   | classé     | « PA00090718 », notice no PA00090718 | 48° 06′ 42″ nord, 1° 40′ 42″ ouest |       |
| Immeuble | Rennes                         | Ille-et-Vilaine         | Bretagne                   | classé     | « PA00090719 », notice no PA00090719 | 48° 06′ 42″ nord, 1° 40′ 42″ ouest |       |
| Immeuble | Rennes                         | Ille-et-Vilaine         | Bretagne                   | classé     | « PA00090709 », notice no PA00090709 | 48° 06′ 42″ nord, 1° 40′ 41″ ouest |       |
| Immeuble | Rennes                         | Ille-et-Vilaine         | Bretagne                   | classé     | « PA00090712 », notice no PA00090712 | 48° 06′ 43″ nord, 1° 40′ 38″ ouest |       |
| Immeuble | Rennes                         | Ille-et-Vilaine         | Bretagne                   | classé     | « PA00090714 », notice no PA00090714 | 48° 06′ 45″ nord, 1° 40′ 38″ ouest |       |
| Immeuble | Rennes                         | Ille-et-Vilaine         | Bretagne                   | classé     | « PA00090716 », notice no PA00090716 | 48° 06′ 44″ nord, 1° 40′ 42″ ouest |       |
| Hôtel de Mucé | Rennes                         | Ille-et-Vilaine         | Bretagne                   | classé     | « PA00090723 », notice no PA00090723 | 48° 06′ 42″ nord, 1° 40′ 38″ ouest |       |
| Hôtel de Mucé | Rennes                         | Ille-et-Vilaine         | Bretagne                   | classé     | « PA00090700 », notice no PA00090700 | 48° 06′ 42″ nord, 1° 40′ 38″ ouest |       |
| Immeuble | Rennes                         | Ille-et-Vilaine         | Bretagne                   | classé     | « PA00090708 », notice no PA00090708 | 48° 06′ 42″ nord, 1° 40′ 42″ ouest |       |
| Immeuble, actuellement bijouterie Prieur                                                                                  | Rennes                         | Ille-et-Vilaine         | Bretagne                   | classé     | « PA00090710 », notice no PA00090710 | 48° 06′ 42″ nord, 1° 40′ 40″ ouest |       |
| Immeuble | Rennes                         | Ille-et-Vilaine         | Bretagne                   | classé     | « PA00090711 », notice no PA00090711 | 48° 06′ 43″ nord, 1° 40′ 38″ ouest |       |
| Château de Cors | Oulches                        | Indre                   | Centre-Val de Loire        | inscrit    | « PA00097417 », notice no PA00097417 | 46° 37′ 53″ nord, 1° 17′ 41″ est   |       |
| Porte du Marché | Sainte-Sévère-sur-Indre        | Indre                   | Centre-Val de Loire        | inscrit    | « PA00097466 », notice no PA00097466 | 46° 29′ 08″ nord, 2° 04′ 12″ est   |       |
| Château de la Motte - Sonzay                                                                                              | Sonzay                         | Indre-et-Loire          | Centre-Val de Loire        | classé     | « PA00098117 », notice no PA00098117 | 47° 30′ 43″ nord, 0° 27′ 47″ est   |       |
| Église Saint-Antoine de Thilouze                                                                                          | Thilouze                       | Indre-et-Loire          | Centre-Val de Loire        | inscrit    | « PA00098126 », notice no PA00098126 | 47° 13′ 25″ nord, 0° 34′ 48″ est   |       |
| Établissement gallo-romain de La Buisse                                                                                   | La Buisse                      | Isère                   | Auvergne-Rhône-Alpes       | classé     | « PA00117131 », notice no PA00117131 | 45° 19′ 58″ nord, 5° 37′ 23″ est   |       |
| Château du Touvet | Le Touvet                      | Isère                   | Auvergne-Rhône-Alpes       | classé     | « PA00117296 », notice no PA00117296 | 45° 21′ 49″ nord, 5° 56′ 48″ est   |       |
| Église Saint-Pierre de Meusnes                                                                                            | Meusnes                        | Loir-et-Cher            | Centre-Val de Loire        | classé     | « PA00098490 », notice no PA00098490 | 47° 14′ 59″ nord, 1° 29′ 49″ est   |       |
| Château de Villesavin | Tour-en-Sologne                | Loir-et-Cher            | Centre-Val de Loire        | classé     | « PA00098621 », notice no PA00098621 | 47° 32′ 48″ nord, 1° 30′ 51″ est   |       |
| Dolmen du Mas de Labat | Cénevières                     | Lot                     | Occitanie                  | inscrit    | « PA00095057 », notice no PA00095057 | 44° 26′ 37″ nord, 1° 43′ 52″ est   |       |
| Église Saint-Victor de Rignac                                                                                             | Cuzance                        | Lot                     | Occitanie                  | classé     | « PA00095063 », notice no PA00095063 | 44° 56′ 10″ nord, 1° 31′ 12″ est   |       |
| Église Notre-Dame-de-l'Assomption de Gréalou                                                                              | Gréalou                        | Lot                     | Occitanie                  | inscrit    | « PA00095106 », notice no PA00095106 | 44° 32′ 11″ nord, 1° 53′ 09″ est   |       |
| Dolmen de Ferrières-Haut                                                                                                  | Limogne-en-Quercy              | Lot                     | Occitanie                  | classé     | « PA00095138 », notice no PA00095138 | 44° 22′ 53″ nord, 1° 44′ 27″ est   |       |
| Dolmen de Joncas | Limogne-en-Quercy              | Lot                     | Occitanie                  | inscrit    | « PA00095139 », notice no PA00095139 | 44° 23′ 24″ nord, 1° 45′ 07″ est   |       |
| Dolmen de Pajot | Limogne-en-Quercy              | Lot                     | Occitanie                  | classé     | « PA00095140 », notice no PA00095140 | 44° 23′ 16″ nord, 1° 46′ 48″ est   |       |
| Dolmen d'Agranel | Limogne-en-Quercy              | Lot                     | Occitanie                  | classé     | « PA00095137 », notice no PA00095137 | 44° 24′ 58″ nord, 1° 47′ 05″ est   |       |
| Dolmen de Crouzeilles | Saillac                        | Lot                     | Occitanie                  | inscrit    | « PA00095211 », notice no PA00095211 | 44° 20′ 12″ nord, 1° 43′ 48″ est   |       |
| Dolmen de Dirau n°2 | Saillac                        | Lot                     | Occitanie                  | inscrit    | « PA00095212 », notice no PA00095212 | 44° 20′ 30″ nord, 1° 44′ 28″ est   |       |
| Dolmen des Clos Grands | Saillac                        | Lot                     | Occitanie                  | inscrit    | « PA00095213 », notice no PA00095213 | 44° 19′ 33″ nord, 1° 42′ 08″ est   |       |
| Château de Calonges | Calonges                       | Lot-et-Garonne          | Nouvelle-Aquitaine         | classé     | « PA00084085 », notice no PA00084085 | 44° 22′ 53″ nord, 0° 13′ 00″ est   |       |
| Manoir de Prades | Lafox                          | Lot-et-Garonne          | Nouvelle-Aquitaine         | inscrit    | « PA00084141 », notice no PA00084141 | 44° 10′ 05″ nord, 0° 42′ 30″ est   |       |
| Château de Pimpéan | Gennes-Val-de-Loire            | Maine-et-Loire          | Pays de la Loire           | classé     | « PA00109130 », notice no PA00109130 | 47° 19′ 18″ nord, 0° 20′ 31″ ouest |       |
| Chapelle Sainte-Émérance                                                                                                  | Erdre-en-Anjou                 | Maine-et-Loire          | Pays de la Loire           | classé     | « PA00109240 », notice no PA00109240 | 47° 32′ 59″ nord, 0° 48′ 25″ ouest |       |
| Chapelle Heuzebrocq | Beuvrigny                      | Manche                  | Normandie                  | classé     | « PA00110336 », notice no PA00110336 | 48° 58′ 03″ nord, 0° 59′ 32″ ouest |       |
| Église Notre-Dame et cimetière                                                                                            | Genêts                         | Manche                  | Normandie                  | classé     | « PA00110407 », notice no PA00110407 | 48° 41′ 07″ nord, 1° 28′ 42″ ouest |       |
| Abbaye de La Lucerne : vestiges (église, cloître, aumônerie, entrée du XVIIIe<                                            | La Lucerne-d'Outremer          | Manche                  | Normandie                  | classé     | « PA00110442 », notice no PA00110442 | 48° 47′ 30″ nord, 1° 27′ 57″ ouest |       |
| Église Saint-Martin de Dommartin-sous-Hans                                                                                | Dommartin-sous-Hans            | Marne                   | Grand Est                  | inscrit    | « PA00078692 », notice no PA00078692 | 49° 07′ 33″ nord, 4° 46′ 59″ est   |       |
| Chapelle Saint-Léonard | Mayenne                        | Mayenne                 | Pays de la Loire           | classé     | « PA00109560 », notice no PA00109560 | 48° 18′ 55″ nord, 0° 36′ 31″ ouest |       |
| Croix de cimetière de Louppy-sur-Loison                                                                                   | Louppy-sur-Loison              | Meuse                   | Grand Est                  | classé     | « PA00106563 », notice no PA00106563 | 49° 26′ 50″ nord, 5° 21′ 01″ est   |       |
| Maisons | Metz                           | Moselle                 | Grand Est                  | classé     | « PA00106882 », notice no PA00106882 | 49° 07′ 14″ nord, 6° 10′ 30″ est   |       |
| Cimetière de Beaumont-la-Ferrière                                                                                         | Beaumont-la-Ferrière           | Nièvre                  | Bourgogne-Franche-Comté    | inscrit    | « PA00112805 », notice no PA00112805 | 47° 11′ 25″ nord, 3° 13′ 40″ est   |       |
| Église Saint-Sulpice de Saint-Sulpice                                                                                     | Saint-Sulpice                  | Nièvre                  | Bourgogne-Franche-Comté    | inscrit    | « PA00113019 », notice no PA00113019 | 47° 03′ 19″ nord, 3° 21′ 04″ est   |       |
| Palais de justice | Douai                          | Nord                    | Hauts-de-France            | inscrit    | « PA00107483 », notice no PA00107483 | 50° 22′ 13″ nord, 3° 04′ 42″ est   |       |
| Château de Crèvecœur-le-Grand                                                                                             | Crèvecœur-le-Grand             | Oise                    | Hauts-de-France            | inscrit    | « PA00114669 », notice no PA00114669 | 49° 36′ 28″ nord, 2° 04′ 38″ est   |       |
| Hôtel Tannevot | 1er arrondissement de Paris    | Paris                   | Île-de-France              | inscrit    | « PA00085843 », notice no PA00085843 | 48° 52′ 05″ nord, 2° 19′ 37″ est   |       |
| Immeuble | 3e arrondissement de Paris     | Paris                   | Île-de-France              | inscrit    | « PA00086212 », notice no PA00086212 | 48° 51′ 53″ nord, 2° 21′ 24″ est   |       |
| Hôtel Lefebure de la Malmaison                                                                                            | 4e arrondissement de Paris     | Paris                   | Île-de-France              | classé     | « PA00086299 », notice no PA00086299 | 48° 51′ 02″ nord, 2° 21′ 28″ est   |       |
| Palais abbatial de Saint-Germain-des-Prés                                                                                 | 6e arrondissement de Paris     | Paris                   | Île-de-France              | classé     | « PA00088651 », notice no PA00088651 | 48° 51′ 14″ nord, 2° 20′ 08″ est   |       |
| Maison de Servandoni | 6e arrondissement de Paris     | Paris                   | Île-de-France              | inscrit    | « PA00088628 », notice no PA00088628 | 48° 51′ 05″ nord, 2° 20′ 03″ est   |       |
| Ancien séminaire Saint-Sulpice (actuel hôtel des Finances publiques)                                                      | 6e arrondissement de Paris     | Paris                   | Île-de-France              | inscrit    | « PA00088662 », notice no PA00088662 | 48° 51′ 01″ nord, 2° 20′ 00″ est   |       |
| Immeuble | 6e arrondissement de Paris     | Paris                   | Île-de-France              | classé     | « PA00088598 », notice no PA00088598 | 48° 50′ 59″ nord, 2° 20′ 21″ est   |       |
| Immeuble | 7e arrondissement de Paris     | Paris                   | Île-de-France              | inscrit    | « PA00088780 », notice no PA00088780 | 48° 51′ 37″ nord, 2° 19′ 07″ est   |       |
| Immeuble | 7e arrondissement de Paris     | Paris                   | Île-de-France              | inscrit    | « PA00088764 », notice no PA00088764 | 48° 51′ 35″ nord, 2° 19′ 05″ est   |       |
| Immeubles | 7e arrondissement de Paris     | Paris                   | Île-de-France              | inscrit    | « PA00088765 », notice no PA00088765 | 48° 51′ 34″ nord, 2° 19′ 06″ est   |       |
| Boutique | 7e arrondissement de Paris     | Paris                   | Île-de-France              | inscrit    | « PA00088678 », notice no PA00088678 | 48° 51′ 14″ nord, 2° 19′ 39″ est   |       |
| Immeuble | 7e arrondissement de Paris     | Paris                   | Île-de-France              | inscrit    | « PA00088763 », notice no PA00088763 | 48° 51′ 36″ nord, 2° 19′ 05″ est   |       |
| Hôtel de Vaudreuil | 7e arrondissement de Paris     | Paris                   | Île-de-France              | inscrit    | « PA00088744 », notice no PA00088744 | 48° 51′ 11″ nord, 2° 19′ 38″ est   |       |
| Maison à pans de bois | Châteldon                      | Puy-de-Dôme             | Auvergne-Rhône-Alpes       | inscrit    | « PA00091970 », notice no PA00091970 | 45° 58′ 38″ nord, 3° 31′ 12″ est   |       |
| Immeuble | Châteldon                      | Puy-de-Dôme             | Auvergne-Rhône-Alpes       | classé     | « PA00091968 », notice no PA00091968 | 45° 58′ 37″ nord, 3° 31′ 12″ est   |       |
| Maison | Châteldon                      | Puy-de-Dôme             | Auvergne-Rhône-Alpes       | inscrit    | « PA00091971 », notice no PA00091971 | 45° 58′ 37″ nord, 3° 31′ 12″ est   |       |
| Église Saint-Opme d'Opme                                                                                                  | Romagnat                       | Puy-de-Dôme             | Auvergne-Rhône-Alpes       | inscrit    | « PA00092330 », notice no PA00092330 | 45° 42′ 27″ nord, 3° 05′ 25″ est   |       |
| Château d'Assat | Assat                          | Pyrénées-Atlantiques    | Nouvelle-Aquitaine         | inscrit    | « PA00084324 », notice no PA00084324 | 43° 15′ 00″ nord, 0° 18′ 04″ ouest |       |
| Dolmen de Xuberaxain-Harri                                                                                                | Mendive                        | Pyrénées-Atlantiques    | Nouvelle-Aquitaine         | classé     | « PA00084448 », notice no PA00084448 | 43° 06′ 20″ nord, 1° 06′ 29″ ouest |       |
| Dolmen de la Caixeta | Camélas                        | Pyrénées-Orientales     | Occitanie                  | inscrit    | « PA00103975 », notice no PA00103975 | 42° 37′ 57″ nord, 2° 40′ 48″ est   |       |
| Dolmen du Mas Payrot | Saint-Michel-de-Llotes         | Pyrénées-Orientales     | Occitanie                  | inscrit    | « PA00104124 », notice no PA00104124 | 42° 38′ 33″ nord, 2° 38′ 24″ est   |       |
| Église de l'Assomption de la Vierge de Toulouges                                                                          | Toulouges                      | Pyrénées-Orientales     | Occitanie                  | inscrit    | « PA00104143 », notice no PA00104143 | 42° 40′ 17″ nord, 2° 49′ 50″ est   |       |
| Château de Drée | Curbigny                       | Saône-et-Loire          | Bourgogne-Franche-Comté    | inscrit    | « PA00113261 », notice no PA00113261 | 46° 19′ 15″ nord, 4° 18′ 31″ est   |       |
| Prieuré Notre-Dame de Paray-le-Monial                                                                                     | Paray-le-Monial                | Saône-et-Loire          | Bourgogne-Franche-Comté    | classé     | « PA00113386 », notice no PA00113386 | 46° 26′ 57″ nord, 4° 07′ 18″ est   |       |
| Abbaye Saint-Pierre de la Couture                                                                                         | Le Mans                        | Sarthe                  | Pays de la Loire           | classé     | « PA00109798 », notice no PA00109798 | 48° 00′ 06″ nord, 0° 12′ 00″ est   |       |
| Grotte de Gouy | Gouy                           | Seine-Maritime          | Normandie                  | classé     | « PA00100679 », notice no PA00100679 | 49° 21′ 40″ nord, 1° 07′ 49″ est   |       |
| Musée du Prieuré | Harfleur                       | Seine-Maritime          | Normandie                  | classé     | « PA00100690 », notice no PA00100690 | 49° 30′ 27″ nord, 0° 12′ 05″ est   |       |
| Immeuble | Rouen                          | Seine-Maritime          | Normandie                  | inscrit    | « PA00100887 », notice no PA00100887 | 49° 26′ 39″ nord, 1° 05′ 51″ est   |       |
| Maison | Rouen                          | Seine-Maritime          | Normandie                  | inscrit    | « PA00100926 », notice no PA00100926 | 49° 26′ 40″ nord, 1° 05′ 48″ est   |       |
| Immeuble | Rouen                          | Seine-Maritime          | Normandie                  | inscrit    | « PA00100899 », notice no PA00100899 | 49° 26′ 26″ nord, 1° 05′ 30″ est   |       |
| Maison | Rouen                          | Seine-Maritime          | Normandie                  | inscrit    | « PA00100929 », notice no PA00100929 | 49° 26′ 51″ nord, 1° 05′ 57″ est   |       |
| Immeuble | Rouen                          | Seine-Maritime          | Normandie                  | inscrit    | « PA00100901 », notice no PA00100901 | 49° 26′ 26″ nord, 1° 05′ 29″ est   |       |
| Immeuble | Rouen                          | Seine-Maritime          | Normandie                  | inscrit    | « PA00100903 », notice no PA00100903 | 49° 26′ 26″ nord, 1° 05′ 28″ est   |       |
| Immeuble | Rouen                          | Seine-Maritime          | Normandie                  | inscrit    | « PA00100874 », notice no PA00100874 | 49° 26′ 49″ nord, 1° 05′ 55″ est   |       |
| Immeuble | Rouen                          | Seine-Maritime          | Normandie                  | classé     | « PA00100895 », notice no PA00100895 | 49° 26′ 30″ nord, 1° 05′ 28″ est   |       |
| Immeuble | Rouen                          | Seine-Maritime          | Normandie                  | inscrit    | « PA00100898 », notice no PA00100898 | 49° 26′ 26″ nord, 1° 05′ 30″ est   |       |
| Immeuble | Rouen                          | Seine-Maritime          | Normandie                  | inscrit    | « PA00100900 », notice no PA00100900 | 49° 26′ 26″ nord, 1° 05′ 29″ est   |       |
| Maison | Rouen                          | Seine-Maritime          | Normandie                  | inscrit    | « PA00100927 », notice no PA00100927 | 49° 26′ 45″ nord, 1° 05′ 52″ est   |       |
| Maison | Rouen                          | Seine-Maritime          | Normandie                  | inscrit    | « PA00100928 », notice no PA00100928 | 49° 26′ 51″ nord, 1° 05′ 57″ est   |       |
| Immeuble | Rouen                          | Seine-Maritime          | Normandie                  | inscrit    | « PA00100863 », notice no PA00100863 | 49° 26′ 36″ nord, 1° 05′ 45″ est   |       |
| Parc archéologique de la Garenne (site paléolithique)                                                                     | Cagny                          | Somme                   | Hauts-de-France            | classé     | « PA00116110 », notice no PA00116110 | 49° 51′ 26″ nord, 2° 20′ 24″ est   |       |
| Croix de Bournazel | Bournazel                      | Tarn                    | Occitanie                  | classé     | « PA00095489 », notice no PA00095489 | 44° 05′ 33″ nord, 1° 58′ 08″ est   |       |
| Château de Bercy | Charenton-le-Pont              | Val-de-Marne            | Île-de-France              | inscrit    | « PA00079859 », notice no PA00079859 | 48° 49′ 39″ nord, 2° 24′ 04″ est   |       |
| Parcelles de terrain | Saint-Cyr-sur-Mer              | Var                     | Provence-Alpes-Côte d'Azur | inscrit    | « PA00081428 », notice no PA00081428 |                                    |       |
| Nécropole des Cous | Bazoges-en-Pareds              | Vendée                  | Pays de la Loire           | classé     | « PA00110035 », notice no PA00110035 | 46° 39′ 31″ nord, 0° 56′ 03″ ouest |       |
| Abbaye de Valence | Couhé                          | Vienne                  | Nouvelle-Aquitaine         | classé     | « PA00105433 », notice no PA00105433 | 46° 18′ 39″ nord, 0° 10′ 23″ est   |       |
| Château du Fief-Clairet                                                                                                   | Saint-Benoît                   | Vienne                  | Nouvelle-Aquitaine         | classé     | « PA00105683 », notice no PA00105683 | 46° 33′ 03″ nord, 0° 18′ 55″ est   |       |
| Château de Vayres | Saint-Georges-lès-Baillargeaux | Vienne                  | Nouvelle-Aquitaine         | inscrit    | « PA00105688 », notice no PA00105688 | 46° 39′ 39″ nord, 0° 23′ 24″ est   |       |
| Maison de l'Obédiencerie                                                                                                  | Chablis                        | Yonne                   | Bourgogne-Franche-Comté    | inscrit    | « PA00113634 », notice no PA00113634 | 47° 48′ 58″ nord, 3° 48′ 01″ est   |       |
| Château de Vauguillain et sa chapelle                                                                                     | Saint-Julien-du-Sault          | Yonne                   | Bourgogne-Franche-Comté    | classé     | « PA00113820 », notice no PA00113820 | 48° 01′ 38″ nord, 3° 17′ 41″ est   |       |
| Pavillons d'octroi | Versailles                     | Yvelines                | Île-de-France              | inscrit    | « PA00087766 », notice no PA00087766 | 48° 47′ 54″ nord, 2° 09′ 11″ est   |       |